# Lia Lonni
Lia Lonni (Seriate, 17 gennaio 2000) è una calciatrice italiana, portiere del Sassuolo.

## Carriera

### Club
Nata a Seriate, in provincia di Bergamo, nel 2000, inizia a giocare a calcio all'asilo, intraprendendo l'attività agonistica a 13-14 anni con il San Leone e giocando poi anche a calcio a 7 in campionati CSI.
Tornata in seguito al calcio a 11, entra nelle giovanili dell'Orobica giocando nella squadra Allieve, nella Juniores ed arrivando in prima squadra nel 2016, esordendo il 27 novembre, da titolare nella gara del 7º turno di Serie B in casa contro il Real Meda, pareggiando per 2-2. Chiusa l'annata al 5º posto in classifica, la stagione successiva diventa titolare e vince il girone B della Serie B con 3 punti di vantaggio sull'Inter Milano, accedendo così al play-off per la promozione in Serie A contro la Pro San Bonifacio, vincitrice del gruppo C, e vincendolo per 5-4 ai tiri di rigore dopo l'1-1 di regolamentari e supplementari. Debutta in massima serie il 22 settembre 2018, alla 1ª di campionato, sul campo del Tavagnacco, perdendo per 1-0.
Dopo aver giocato per tutto l'inizio della sua carriera nell'Orobica, nell'estate 2020 si è trasferita per la prima volta lontana da casa, andando in prestito nella società toscana del Florentia S.G..
Per la stagione 2021-2022 è stata mandata in prestito al Brescia, partecipante al campionato di Serie B, dove ha giocato da titolare per l'intera stagione.

### Nazionale
È stata convocata nelle rappresentative giovanili azzurre, pur senza giocare in gare ufficiali. A inizio 2016 è stata una delle prime 25 giocatrici convocate nella neonata Under-16. Nell'estate 2018 è stata invece chiamata per la prima volta in Under-19 dal CT Enrico Sbardella.

## Statistiche

### Presenze e reti nei club
Statistiche aggiornate al 3 maggio 2025.
| Stagione        | Squadra         | Campionato      | Campionato | Campionato | Coppe nazionali | Coppe nazionali | Coppe nazionali | Coppe continentali | Coppe continentali | Coppe continentali | Altre coppe | Altre coppe | Altre coppe | Totale | Totale |
| Stagione        | Squadra         | Comp            | Pres       | Reti       | Comp            | Pres            | Reti            | Comp               | Pres               | Reti               | Comp        | Pres        | Reti        | Pres   | Reti   |
| --------------- | --------------- | --------------- | ---------- | ---------- | --------------- | --------------- | --------------- | ------------------ | ------------------ | ------------------ | ----------- | ----------- | ----------- | ------ | ------ |
| 2016-2017       | Orobica         | B               | 5          | -9         | CI              | ?               | -?              |                    | -                  | -                  |             | -           | -           | 5      | -9     |
| 2017-2018       | Orobica         | B               | 23+1       | -17+-1     | CI              | 2               | -10             |                    | -                  | -                  |             | -           | -           | 25     | -28    |
| 2018-2019       | Orobica         | A               | 16         | -41        | CI              | 0               | 0               |                    | -                  | -                  |             | -           | -           | 16     | -41    |
| 2019-2020       | Orobica         | A               | 15         | -46        | CI              | 1               | -3              |                    | -                  | -                  |             | -           | -           | 16     | -49    |
| Totale Orobica  | Totale Orobica  | Totale Orobica  | 60         | -114       | -               | 3               | -13             |                    | -                  | -                  |             | -           | -           | 63     | -127   |
| 2020-2021       | Florentia S.G.  | A               | 1          | 0          | CI              | 2               | -6              |                    | -                  | -                  |             | -           | -           | 3      | -6     |
| 2021-2022       | Brescia         | B               | 26         | -23        | CI              | 2               | -3              |                    | -                  | -                  |             | -           | -           | 28     | -26    |
| 2022-2023       | Sassuolo        | A               | 4          | -5         | CI              | 0               | 0               |                    | -                  | -                  |             | -           | -           | 4      | -5     |
| 2023-2024       | Sassuolo        | A               | 1          | -3         | CI              | 2               | -3              |                    | -                  | -                  |             | -           | -           | 3      | -6     |
| 2024-2025       | Sassuolo        | A               | 5          | -16        | CI              | 4               | -5              |                    | -                  | -                  |             | -           | -           | 9      | -21    |
| Totale Sassuolo | Totale Sassuolo | Totale Sassuolo | 10         | -24        | -               | 6               | -8              |                    | -                  | -                  |             | -           | -           | 16     | -32    |
| Totale carriera | Totale carriera | Totale carriera | 97         | -161       | -               | 10              | -30             |                    | -                  | -                  |             | -           | -           | 107    | -190   |

## Palmarès

### Club

#### Competizioni nazionali
- Campionato italiano di Serie B:

Orobica: 2017-2018 (girone B)